# Microrégion de Francisco Beltrão
La microrégion de Francisco Beltrão est l'une des trois microrégions qui subdivisent le sud-ouest de l'État du Paraná au Brésil.
Elle comporte 19 municipalités qui regroupaient 223 883 habitants en 2006 pour une superficie totale de 5 451 km².

## Municipalités[1]
- Barracão
- Boa Esperança do Iguaçu
- Bom Jesus do Sul
- Cruzeiro do Iguaçu
- Dois Vizinhos
- Enéas Marques
- Flor da Serra do Sul
- Francisco Beltrão
- Manfrinópolis
- Marmeleiro
- Nova Esperança do Sudoeste
- Nova Prata do Iguaçu
- Pinhal de São Bento
- Renascença
- Salgado Filho
- Salto do Lontra
- Santo Antônio do Sudoeste
- São Jorge d'Oeste
- Verê